# 강종선
강종선(姜淙善, 2001년 10월 9일~)은 대한민국의 권투 선수로, 2024년 WBO 글로벌 페더급 타이틀 매치 결정전 챔피언이다.